# Nouchi (langue)
 (mai 2024).
La mise en forme du texte ne suit pas les recommandations de Wikipédia : il faut le « wikifier ».
Les points d'amélioration suivants sont les cas les plus fréquents. Le détail des points à revoir est peut-être précisé sur la page de discussion.
- Les titres sont pré-formatés par le logiciel. Ils ne sont ni en capitales, ni en gras.
- Le texte ne doit pas être écrit en capitales (les noms de famille non plus), ni en gras, ni en italique, ni en « petit »…
- Le gras n'est utilisé que pour surligner le titre de l'article dans l'introduction, une seule fois.
- L'italique est rarement utilisé : mots en langue étrangère, titres d'œuvres, noms de bateaux, etc.
- Les citations ne sont pas en italique mais en corps de texte normal. Elles sont entourées par des guillemets français : « et ».
- Les listes à puces sont à éviter, des paragraphes rédigés étant largement préférés. Les tableaux sont à réserver à la présentation de données structurées (résultats, etc.).
- Les appels de note de bas de page (petits chiffres en exposant, introduits par l'outil «  Source ») sont à placer entre la fin de phrase et le point final[comme ça].
- Les liens internes (vers d'autres articles de Wikipédia) sont à choisir avec parcimonie. Créez des liens vers des articles approfondissant le sujet. Les termes génériques sans rapport avec le sujet sont à éviter, ainsi que les répétitions de liens vers un même terme.
- Les liens externes sont à placer uniquement dans une section « Liens externes », à la fin de l'article. Ces liens sont à choisir avec parcimonie suivant les règles définies. Si un lien sert de source à l'article, son insertion dans le texte est à faire par les notes de bas de page.
- La présentation des références doit suivre les conventions bibliographiques. Il est recommandé d'utiliser les modèles {{Ouvrage}}, {{Chapitre}}, {{Article}}, {{Lien web}} et/ou {{Bibliographie}}. Le mode d'édition visuel peut mettre en forme automatiquement les références.
- Insérer une infobox (cadre d'informations à droite) n'est pas obligatoire pour parachever la mise en page.

Pour une aide détaillée, merci de consulter Aide:Wikification.
Si vous pensez que ces points ont été résolus, vous pouvez retirer ce bandeau et améliorer la mise en forme d'un autre article.
Pour les articles homonymes, voir Nouchi.
Le nouchi est un argot né en Côte d'Ivoire et constitué d'un mélange de français et de plusieurs langues africaines plus ou moins géographiquement proches,.

## Le nouchi, l'identité d'un peuple
De sa consonance argotique, le nouchi devient une langue véhiculaire, un code linguistique de reconnaissance et d'identification sociale. Le terme « argot » ne traduit plus la réalité de cette langue qui n'est plus seulement parlée par une frange de la population inéduquée, mais par la majorité des habitants, notamment la jeunesse qui constitue 60% de la population ivoirienne.
Ce parler bénéficie d'un grand privilège autant national qu'international. Grâce à sa phonologie aisée, la langue française lui emprunte des mots, les expatriés veulent l'apprendre ; les politiques, et les médias s'en servent dans leur communication pour que  leurs messages soient mieux reçus.
Le nouchi n'est plus un argot mais n'est pas encore une langue au sens politico-social du terme. C'est un outil de reconnaissance pour les Ivoiriens de la diaspora, une langue véhiculaire et un moyen de communication par excellence en Côte d'Ivoire.
Cette variété du français ne doit pas être confondue avec le français populaire ivoirien ou français de dago qui est aussi une autre variété de la la langue française.

## Origine et formation
Apparu au début des années 1970, il est d'abord parlé par des jeunes citadins peu scolarisés ou délinquants, ne maîtrisant pas bien le français et qui le pratiquent surtout aux abords des marchés, des gares, des cinémas.
Cette émergence est la conséquence de l'adaptation naturelle du français classique aboutissant à la naissance d'une variété locale, en outre,la démocratisation de l’enseignement et l’urbanisation des populations ivoiriennes et étrangères, qui entraîne une diffusion accélérée du français tout en baissant son niveau moyen de maîtrise.
«Nou», en malinké, signifie «le nez», et «chi» «poil». Cela donne en un mot, «poil de nez» donc «moustache» pour désigner le méchant, à qui tout le monde voulait ressembler. Un «nouchi», c’est un homme fort, craint de tous et qui n’a peur de rien ni de personne.
Il se diffuse progressivement dans la plupart des couches sociales. De langue des petits voyous, le nouchi devient la langue de la comédie populaire ivoirienne, voire de la musique ivoirienne. Un vecteur important de la diffusion et de l’extension du nouchi a été sa rencontre avec la musique zouglou, phénomène culturel et musical apparu au début des années 1990.
Le nouchi a commencé ainsi à être popularisé à la fin des 1980 et début 1990 avec des groupes de rap comme le groupe RAS, Les Young system, etc. Il reste toutefois aussi la langue de la «débrouille» dans les quartiers pauvres d'Abidjan.
Le groupe Magic System a contribué à le faire connaître dans le monde entier grâce au succès de la chanson Premier gaou.

## Description
Le nouchi se nourrit des nombreuses langues du pays et du français.
Il se distingue néanmoins du langage familier, pour lequel les phrases sont dépourvues d'articles et voient leurs fins ponctuées d'adverbes du type «là». ex. : Voiture là = la voiture.
Beaucoup de termes du nouchi visent à évoquer des phénomènes de société propres à la Côte d'Ivoire.
Le nouchi évolue en permanence[Quoi ?], au fil des mots créés par les Ivoiriens. Le nouchi a aussi la particularité de varier selon les milieux et évoluer très vite, en s’inspirant de l’actualité. Ainsi, les termes gaou (plouc) et agbolo (costaud) sont des néologismes relativement récents.
Il existe plusieurs types de nouchi, notamment nouchi courant et le nouchi brodé, un mélange de noms propres ou de noms communs et autres ainsi donc, les zigueï sont les initiateurs du nouchi.

### Vocabulaire
Le nouchi est au départ une sorte de créole de français et de mots tirés de deux langues sources, le soso et le dioula (comprenant le malinké et le bambara - utilisés essentiellement par les jeunes Soussous, originaires de Guinée, qui vivaient dans les quartiers défavorisés d'Abidjan). Par la suite, le nouchi va s'ivoiriser et s'enrichir de mots empruntés aux différentes langues ivoiriennes (notamment le baoulé) et d'autres néologismes. Le nouchi utilise aussi des mots anglais et espagnols.Le dioula reste toutefois aujourd'hui, et de loin, la première parmi les langues ivoiriennes pourvoyeuse de mots au nouchi.

### Syntaxe
Le nouchi est une langue qui se fonde sur des phrases courtes ou des adjonctions de termes tirés du vécu de la rue, de l'anglais, du français et des ethnies ivoiriennes ou même de celles de la sous-région ouest-africaine. Cependant, on note des expressions propres aux nouchis et aux ziguéhis (les bad-boys[pas clair] des ghettos abidjanais) tels que: têguê, gbôlôr, laler ou daba le mogor, babière le mogor («tabasser quelqu'un»), daba mon garba («manger mon attiéké à la friture de poisson thon»); d'une part daba ou gbôlôr, laler signifient «frapper, cogner» «vaincre» ou bien «manger».
Dans le second registre, il faut le comprendre dans le sens d'avoir de l'appétit au point de finir toute son assiette ou encore la phrase: «Ils m'ont lalé dans l'allée au cause de lalé» qui veut dire «Ils m'ont frappé dans l'allée à cause de mon téléphone portable». Des termes sont parfois utilisés de façon péjorative, il s'agit entre autres de gaou, gnata, albert et brézo. Le gaou, c'est la personne naïve. Cet état est moins grave que celui de gnata. Ce dernier présente une difficulté d'adaptation. L'albert ou le brézo, c'est celui qui perdure dans l'inadaptation. La formation des expressions est illimitée et se développe aux gré des événements heureux ou malheureux. C'est une langue en pleine expansion en Côte d'Ivoire, qui inspire et s'inspire de la culture populaire.

### Des expressions souvent très contextuelles
il y a beaucoup de mots polysémiques dans le nouchi. Pour exemple, le mot ''gbé", qui évolue considérablement et qui finalement aujourd'hui ne peut être compris uniquement que dans le contexte. Gbé = «rempli, bondé, abondant», mais aussi «intelligent» et même «musclé». Gbé est employé pour exprimer le fait qu'il y'en a plus que nécessaire. On peut citer aussi le mot ahi qui est utilisé pour exprimer un état d’étonnement, de surprise, d’incompréhension. ex: Ahi ? Qu’est ce que tu racontes ?
Il y a même des phrases contextuelles, qui relèvent presque de l'hermétisme. Si des voleurs communiquent pour voler le téléphone d'un passant dans un couloir, l'un dira par exemple à l'autre : '' On va hohoho le hohoho du hohoho  dans le hohoho. Avec le mot "hohoho" qui signifie à la fois, voler, téléphone (ou objet), passant et couloir. C'est valable si des dragueurs veulent aborder une demoiselle dans un restaurant, le mot hohoho signifiant alors «aborder», «demoiselle» et «restaurant».

### Diffusion dans le monde
Le nouchi a aussi, durant son évolution, eu des mots et expressions qui se sont bien exportés, tels que « On s'enjaille », repris par le rappeur français La Fouine, ou encore Laissez les kouma (couman) par la chanteuse Zaho, et le mot « Tchoin » par le rappeur ivoiro-français Kaaris. D'autres mots sont exportés, tels que « boucantier », « go »... et certains ont même été adoptés par l'argot français.

## Langage d’une génération
Le nouchi, tout en s’appuyant sur le français, magnifie aussi les langues africaines (telles que le dioula, le baoulé, le bété, l’attié…). Awoulaba est un terme tiré du baoulé qui désigne la plantureuse femme africaine. Exemple tiré d’une chanson populaire: «Bôtchô, awoulaba. ki nem pa ça?» (Une paire de fesses, une jolie nana… Qui n’aime pas ça?). Autre exemple: «Une gnanhi ki è enjaillée dè kpêkpêros» signifie «Une femme adulte qui aime les jeunes gens».Le nouchi est aussi un langage de jeunes. Parler nouchi traduit le fait qu’on est «branché». Pour illustration, un étudiant évoluant en dehors de la Côte d’Ivoire pendant l’année scolaire s’attachera à se renseigner sur les dernières expressions à la mode pour ne pas se faire traiter de gaou (un péquenot en nouchi).

## Les variantes du nouchi
Le nouchi est une véritable langue vivante. Il évolue, s'adapte et fait des emprunts. Le plus célèbre de ses emprunts vient de l'anglais enjoyment que le nouchi retrouve dans enjaillement, avec la même signification.
En 2016, le nouchi a encore été parlé sous une forme appelée palestine, et qui consiste à construire des phrases avec des mots ou des noms rendant la phrase intellectuellement incompréhensible mais compréhensible à travers le code de cette variante, qui consiste à repérer les consonance dans les débuts de mot afin d'en tirer le sens. Pour dire "tu me vois", l'on dira plutôt "tu me voiture". En plus, "je te parle de ça", pour dire "ye te Palestine de Sabine" ou "ye te Palestine de Salazar". Aussi "je suis avec toi" equivaut à dire "je suicide avec toiture". Enfin, le français ivoirien ne prononce pas «je» mais plutôt «ye».Il n'y a pas de phrase type pour ce langage, ce principe s'applique à tout genre de mots, même de noms. Aussi, le jeu du nouchi est de s'amuser en codant le langage afin de créer une sorte de communication privée même en public. Au fil de sa propagation, il est devenu un langage très adaptatif qui trouve son apport et sa compréhension directement dans la rue, et les mots nouvellement créés peuvent circuler un bon moment avant d’être compris par les cérébraux, quoique la création de mots nouchi nécessite une intelligence linguistique.
On peut entendre cette variante du nouchi dans la net série Tintinfouin de Roland le Binguiste, notamment dans l'épisode 4 où après avoir défendu un de ses dealers, Gnahoré lui demande des comptes et celui-ci lui parle ainsi en '' Palestine ''.

## Le nouchi dans les médias

### Internet
Destiné à la promotion de l’expression africaine sur Internet, le site nouchi.com propose d’explorer les ressources du français africanisé.

### Télévision et radio
- La télévision est plutôt méprisante face au nouchi et ne favorise pas sa promotion. Il n'existe que peu de programmes en nouchi. Quelques rares animateurs notamment de La Première et TV2 l'utilisent : Marcelin Govoei ou Didier Bléou.
- Il existe en revanche des chaînes de radio émettant exclusivement en nouchi, notamment à Abidjan.

### Presse écrite
Outre les magazines people tels que Declic'Mag ou Topvisages (magazine qui réalise le plus de tirage en Côte d'Ivoire) qui emploient le nouchi, le journal Gbich écrit exclusivement dans cette langue et permet de faire la satire et la caricature de la société et du monde politique
Le journal Gbich! est très apprécié pour son utilisation des expressions Nouchi, notamment dans sa bande dessinée Sergent Deutogo.

### Bande dessinée
La bande dessinée Aya de Yopougon retrace la vie quotidienne d'une jeune abidjanaise de la fin des années 1970, et une place importante y est accordé au nouchi.

### Littérature
En 2020, Asya Djoulaït publie Noire précieuse sur le questionnement identitaire d'une adolescente vivant à Paris qui s'exprime en nouchi.

## Les ambassadeurs du nouchi

### Dans la musique
Dans la musique ivoirienne, on retrouve les représentants du nouchi plutôt dans le style zouglou et rap, moins dans le coupé-décalé. Ainsi, dans le Rap, nous avons les artistes tels que RAS et Billy Billy. Dans le Zouglou, Espoir 2000 et Petit Denis sont les chanteurs utilisant le nouchi et enfin dans le Reggae nous citons  Ismaël Isaac et Alpha Blondy.

### Dans le cinéma
- Jimmy Danger
- Oupoh Dahier